# V Octantis
V Octantis är en pulserande variabel av Mira Ceti-typ (M) i stjärnbilden Oktanten. 
Stjärnan varierar mellan visuell magnitud +9,2 och svagare än 14,9 med en period av 287 dygn.